# Phonognatha
Genre
Synonymes
- Singotypa Simon, 1894

Phonognatha est un genre d'araignées aranéomorphes de la famille des Araneidae.

## Distribution
Les espèces de ce genre se rencontrent en Australie et en Nouvelle-Calédonie.

## Liste des espèces
Selon World Spider Catalog (version 25.0, 19/03/2024) :
- Phonognatha graeffei (Keyserling, 1865)
- Phonognatha melania (L. Koch, 1871)
- Phonognatha neocaledonica Berland, 1924
- Phonognatha tanyodon Kallal & Hormiga, 2018

## Systématique et taxinomie
Ce genre a été décrit par Simon en 1894 dans les Argiopidae. Il est placé dans les Phonognathidae par Kuntner et al. en 2023 puis dans les Araneidae par Hormiga et al. en 2023.
Singotypa a été placé en synonymie par Dondale en 1966.

## Publication originale
- Simon, 1894 : Histoire naturelle des araignées. Paris, vol. 1, p. 489-760 (texte intégral).